# Czechoslovakian International 1990
Die Czechoslovakian International 1990 im Badminton fanden vom 5. bis zum 7. Oktober 1990 im Sport Complex Banik in Most statt.

## Sieger und Platzierte
| Disziplin    | Gold                                      | Silber                            | Bronze                        |
| ------------ | ----------------------------------------- | --------------------------------- | ----------------------------- |
| Herreneinzel | Thomas Stuer-Lauridsen                    | Tomasz Mendrek                    | Heinz Fischer                 |
| Herreneinzel | Thomas Stuer-Lauridsen                    | Tomasz Mendrek                    | Tariq Farooq                  |
| Dameneinzel  | Camilla Martin                            | Helle Andersen                    | Helene Kirkegaard             |
| Dameneinzel  | Camilla Martin                            | Helle Andersen                    | Maiken Mørk                   |
| Herrendoppel | Christian Jakobsen Thomas Stuer-Lauridsen | Igor Dmitriev Mikhail Korshuk     | Jan Jurka Zdeněk Musil        |
| Herrendoppel | Christian Jakobsen Thomas Stuer-Lauridsen | Igor Dmitriev Mikhail Korshuk     | Peter Christensen Jens Meibom |
| Damendoppel  | Trine Johansson Marlene Thomsen           | Helene Kirkegaard Camilla Martin  | Diana Filipova Diana Koleva   |
| Damendoppel  | Trine Johansson Marlene Thomsen           | Helene Kirkegaard Camilla Martin  | Helle Andersen Maiken Mørk    |
| Mixed        | Christian Jakobsen Marlene Thomsen        | Peter Christensen Trine Johansson | Jens Meibom Lotte Thomsen     |
| Mixed        | Christian Jakobsen Marlene Thomsen        | Peter Christensen Trine Johansson | Jerzy Dołhan Bożena Haracz    |